# 生痕化石タクソン

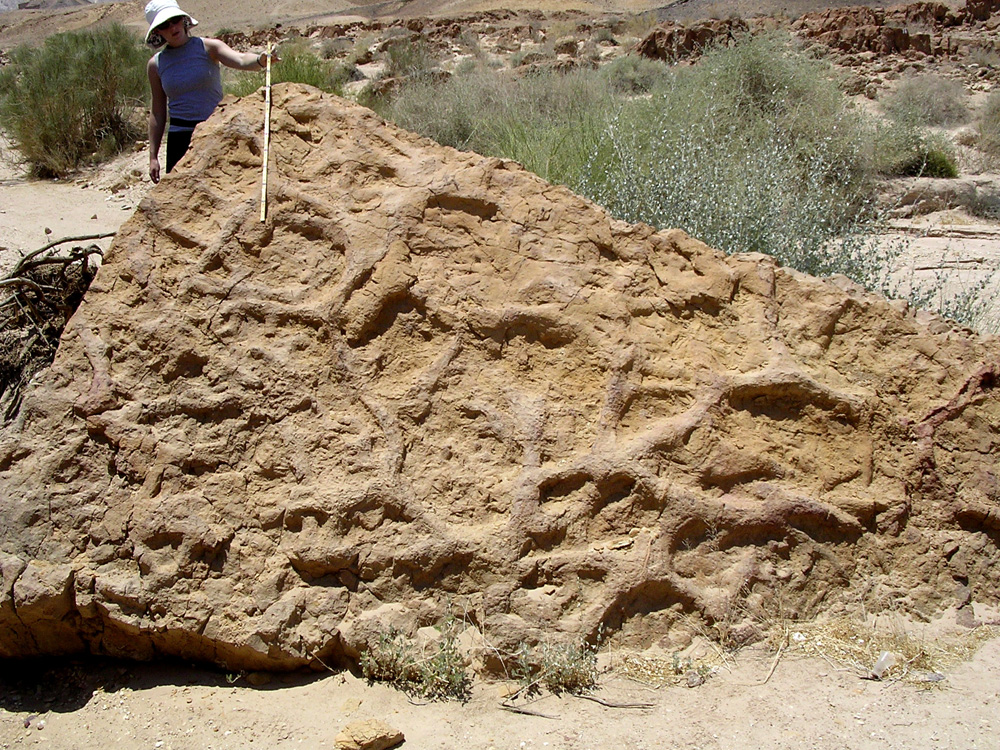
生痕化石タクソン 。南イスラエル Makhtesh Qatan のジュラ紀中期の地層に産する甲殻類の巣穴の化石。

生痕化石タクソン（せいこんかせきタクソン、ichnotaxon、pl. ichnotaxa）とは、国際動物命名規約（International Code of Zoological Nomenclature. 以下、ICZN）において、生痕化石などの生物の仕業の化石に基づくタクソンを指す。生痕化石には、動物が作った這跡、足跡、巣孔が化石化したものなどが含まれる。渡辺千尚『国際動物命名規約提要』（文一総合出版, 1992）には足跡化石と訳されている。
科の階級にある生痕化石タクソンを生痕科（せいこんか、ichnofamily, ifam.）、属の階級にある生痕化石タクソンを生痕属（せいこんぞく、ichnogenus, igen.）、種の階級にある生痕化石タクソンを生痕種（せいこんしゅ、ichnospecies, isp.）と呼ぶ。生痕化石タクソンでも、現生の動物に対するタクソンと同様に学名を表記する。種名を表す学名では、属名は大文字で書き始め、種小名は必ず小文字で書き始める。属階級群タクソン以下のタクソンは、地の文と異なる字体(ふつう斜体)で表記する。また、属階級群に対する生痕化石タクソンは1999年よりも後からタイプ種を指定しなければならなくなった。

## 語源

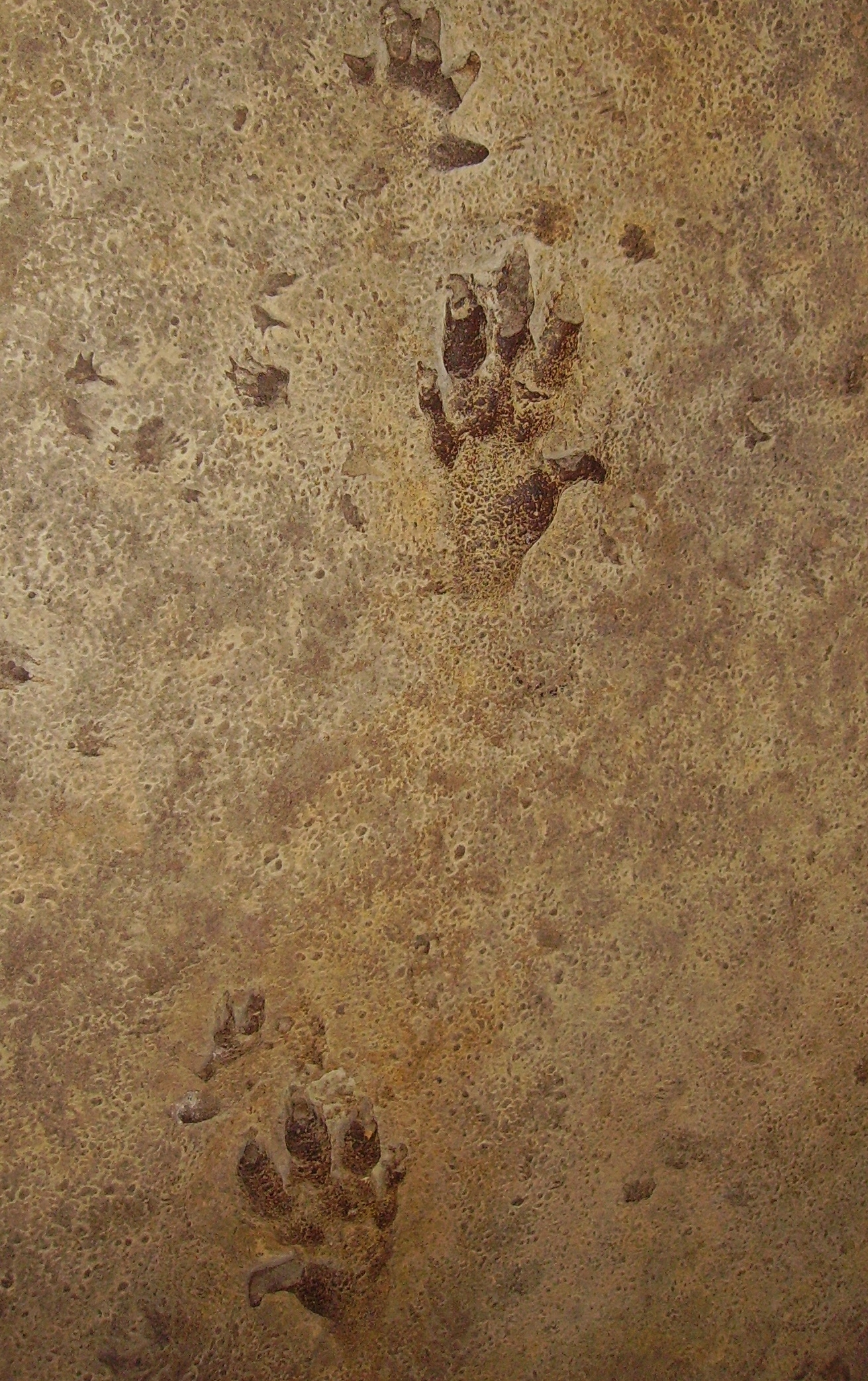
Ticinosuchus の足跡だと考えられている生痕化石 Chirotherium

ichnotaxon という語はギリシア語の「痕跡」を意味するίχνος (ichnos) と「順番に並べる」を意味するταξις (taxis) に由来する。

## ICZN上の扱い
生痕化石は生物の痕跡であるため、生物そのものの遺骸ではないが、現生の動物そのものや、動物遺骸の代替物（置換化石、印象化石、雌型化石、雄型化石）と同じようにICZNにおいて命名の対象とされる。絶滅動物の仕業とは違い、1930年より後の現生の動物の仕業には適用されず、動物命名法から除外される。
生痕化石タクソンに対して提唱された学名は最初に設立された方法に従い、科階級群名、属階級群名、種階級群名の何れかとして扱う。
2000年よりも前に属階級群レベルの生痕化石タクソンに対して公表された学名は、タイプ種を固定しなくてもよい。しかしその中でも1999年よりも後に新置換名で置換される場合、タイプ種が固定されていなければタイプ種を指定しなければならない。2000年よりも前に設立された属階級群でも、条69に合致するように、タイプ種を固定することができる。
生痕化石タクソンは、動物に対して設立された学名とは先取権を競わない。それは縦え、生痕化石を形成したと考えられる動物に対してのものであってもである。例えば、Krebs (1966)はKaup (1835)がChirotherium Kaup, 1835と命名した足跡を三畳紀の化石爬虫類 Ticinosuchus Krebs, 1965のものであるとした。しかしそのことでTicinosuchusはChirotheriumの新参異名として拒否されない。

## 生痕化石タクソンの例

### 科階級群
- Siphonichnidae Knaust, 2015[13]

### 属階級群

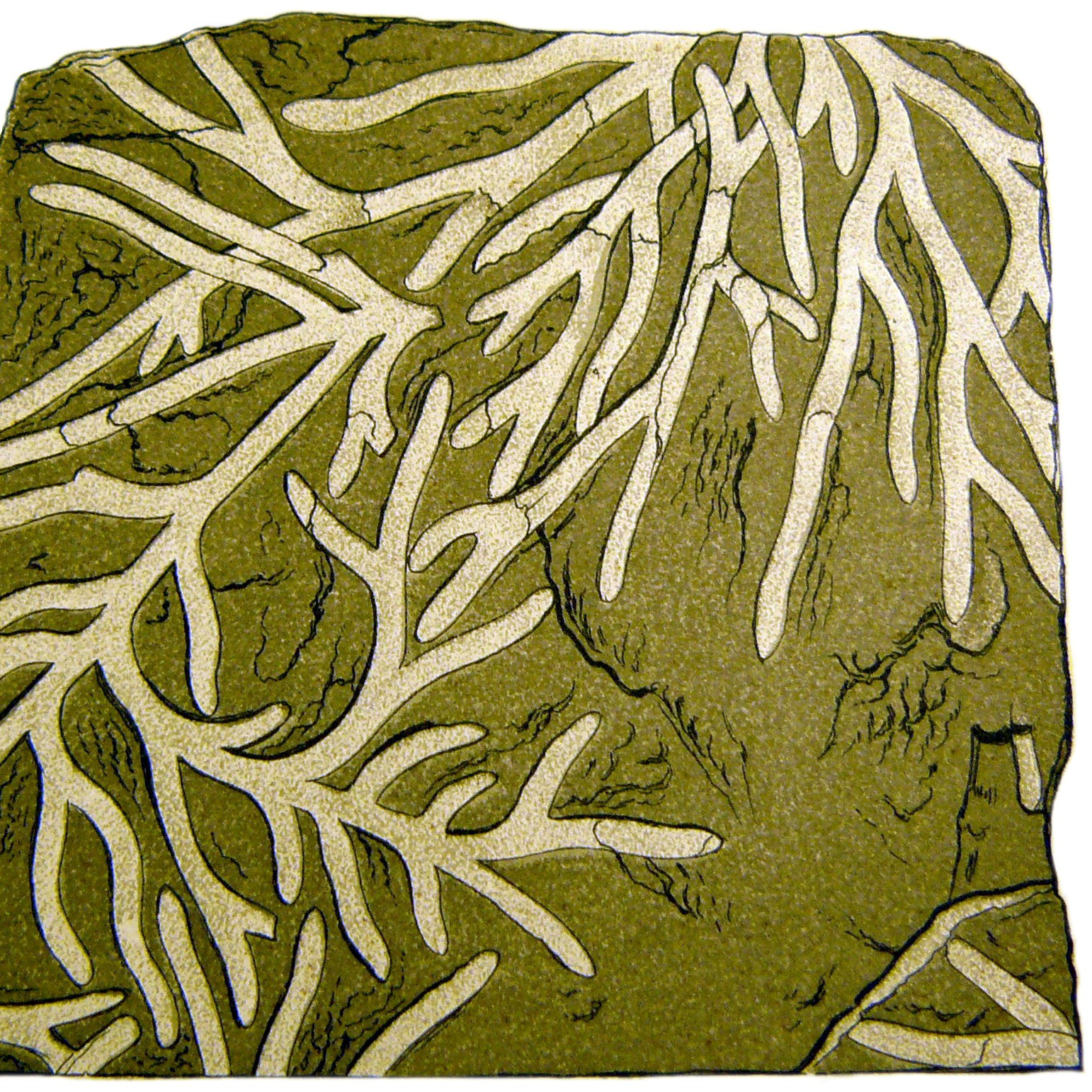
属の一種

- Chondrites von Sternberg, 1833 :分枝のある巣穴[14][15]
- Helicolithus Azpeitia Moros, 1933 :蛇行している単枝彫像[16][14]
- Phycosiphon (Fischer-Ooster, 1858) :水平方向の巣穴[14]
- Stelloglyphus Vyalov, 1964 :放射状またはバラ状の構造[16][14]
- Zoophycos Massalongo, 1855 :螺旋状の巣穴[14]